# Dolichoderus extensispinus
Dolichoderus extensispinus är en myrart som beskrevs av Auguste-Henri Forel 1915. Dolichoderus extensispinus ingår i släktet Dolichoderus och familjen myror. Inga underarter finns listade i Catalogue of Life.